# Aprendizaje profundo (South Park)
Aprendizaje Profundo es el cuarto episodio de la Vigésimo sexta temporada de la serie Animada estadounidense South Park, y el episodio número 323 de la serie en general. El episodio fue escrito por Trey Parker y fue estrenado el 8 de marzo de 2023. El episodio parodia el uso de la Inteligencia artificial ChatGPT (quien aparece como coguionista del episodio). El episodio se centra en Stan Marsh, Estudiante de cuarto grado de la escuela primaria South Park, Quien empieza a depender del software para escribir ensayos escolares y mensajes románticos para su novia Wendy Testaburger, lo que lleva a Stan a tener conflictos con Wendy, sus compañeros de clases y las autoridades escolares.

## Trama
Cuando Bebe Stevens, una estudiante de cuarto grado, elogia los mensajes que le escribe Clyde Donovan, su compañera de clase Wendy Testaburger se queja con su novio, Stan Marsh, de que sus respuestas a sus mensajes consisten simplemente en un Pulgar hacia arriba. Clyde le cuenta a Stan sobre ChatGPT, una Inteligencia artificial Chatbot que usa para escribir los mensajes, pero le advierte que no le cuenta a nadie. Stan usa la aplicación para escribirle mensajes a Wendy mientras realiza otras actividades. Wendy se siente más animada por los mensajes que le envía Stan.
Stan y Clyde también usan la aplicación para escribir ensayos escolares, al igual que sus compañeros Eric Cartman y Butters. Cartman se queja de que si más estudiantes usan ChatGPT, perderán la ventaja, y su profesor, el Sr Garrison, se enterará de que hicieron trampa. Mientras tanto, Garrison se lamenta con su compañero, Rick, de que ahora tiene que esforzarse más para calificar los ensayos que hacen sus alumnos. "Creo que les estoy enseñando muy bien, demasiado bien" Dice Garrison. Sin embargo Rick le habla de ChatGPT, pero en lugar de darse cuenta de que sus alumnos lo usan para sus ensayos, Garrison le agradece a Rick y se da cuenta de que puede usarlo para calificar los ensayos.
El consejero escolar, el Sr. Mackey, Informa a la clase de que un alumno utilizó la tecnología OpenAI para sus tareas. Un "técnico" vestido de Cetrero llega con su halcón, Shadowbane, para analizar el trabajo de los estudiantes y encontrar al tramposo. Stan y Garrison se confiesan mutuamente que usaron ChatGPT. Razonan que es como tener un buen asistente de escritura, pero cuando Garrison descubre que puede usarse para enviar mensajes de texto, se enfurece al descubrir que Rick lo uso para enviarle mensajes. El técnico Shadowbane detectó un chatbot en el celular de Wendy, aunque ella niega haber usado la aplicación. Preocupado por no encontrar una salida, Stan le ordena a ChatGPT que se resuelva cuando convenza a todos de que esta bien haber mentido sobre el uso de la aplicación y que las empresas tecnológicas que monetizan OpenAI no deberían determinar los límites éticos de la IA. El resto del episodio describe esta historia y su resolución. Stan decide que a veces un pulgar arriba es mejor que mentiras generadas por máquinas, Pero cuando Clyde le pregunta a Stan cómo lo logró, Stan simplemente explica: "ChatGPT, amigo".
En los créditos finales, los escritores del episodio aparecen acreditados como Trey Parker y ChatGPT.

## Recepción
John Schwarz, colaborador de Bubbleblabber, calificó el episodio con un 7,5 sobre 10, afirmando en su reseña: «Algún día recordaremos este episodio como lo hacemos cuando pensamos en los muchos chimpancés que enviamos al espacio exterior para probar las capacidades de vuelo espacial y nos maravillaremos de lo lejos que hemos llegado en la producción de espectáculos web3. El genio de Trey Parker sigue siendo bastante evidente en el episodio de esta semana; en tan solo unas pocas temporadas, puede que ni siquiera lo necesitemos».